# أغستاوستلاند
أغستاوستلاند (بالإنجليزية: AgustaWestland)‏ هي شركة تصمم وتصنع المروحيات، تأخذ الشركة من إيطاليا والمملكة المتحدة مقرا لها. أسست الشركة في يوليو عام 2000 بعد ما تم الاتفاق بين فينميكانيكا وجي كاي أن أن يدمج شركاتا صانعة المروحيات أغستا وويستلاند هليكوبتر التبعان لهما، ليملك كلن من المساهمين النصف من الشركة.
تم شراء حصة شركة «جي كاي أن» من قبل شريكتها فينمكانيكا بملغ قدره 1.06£ مليار في 24 يوليو 2004. حاليا تعد فينمكانيكا المالك الوحيد لشركة.

## منتجاتها
- أغستاوستلاند إيه دبليو 101

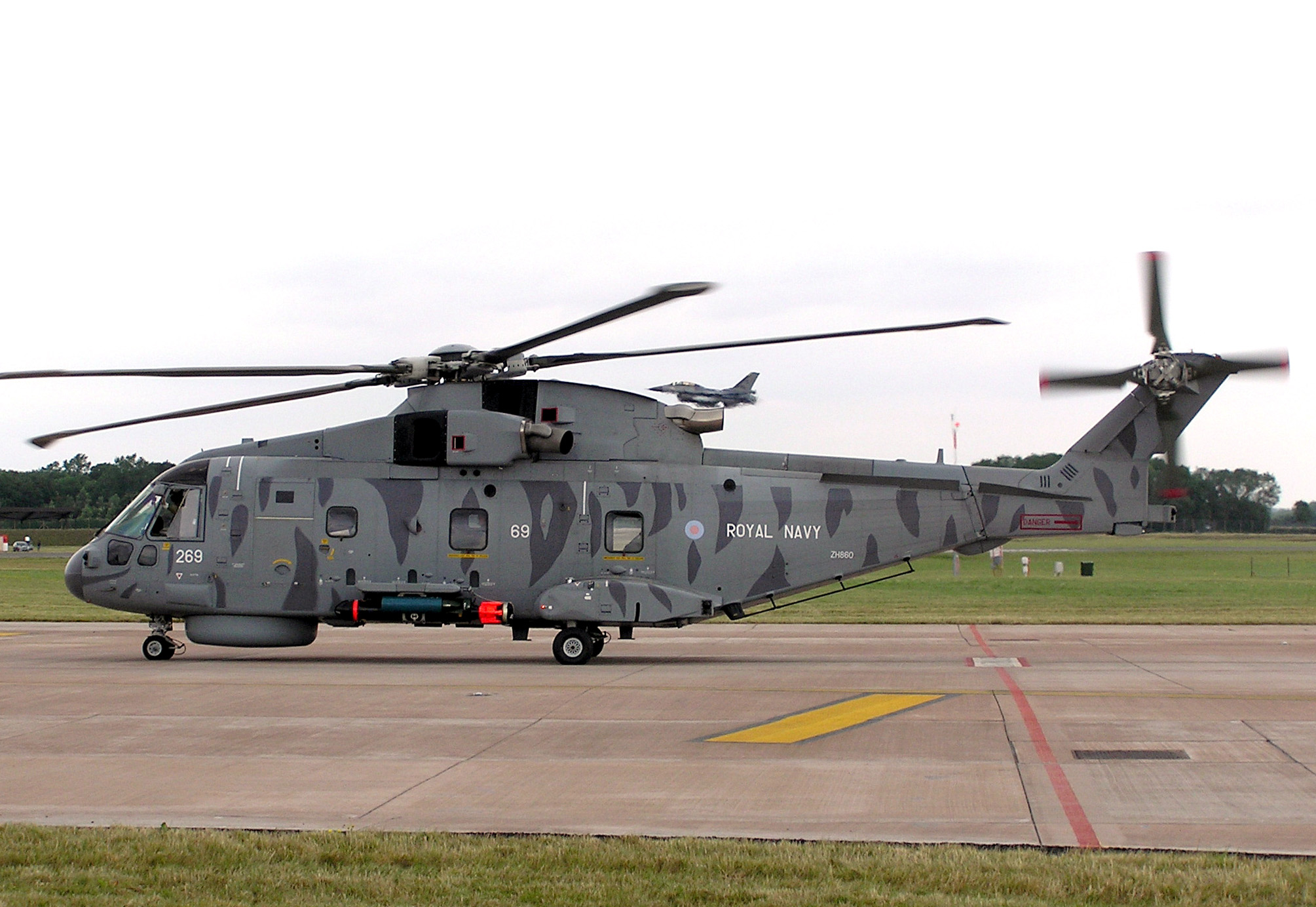
أغستاوستلاند إيه دبليو 101 تابعة للبحرية الملكية.

- في إتش-71 كيستريل - نوع من أي أتش101 مصممة لتكون مروحية الرئيس الأمريكي مارين ون. بالمشاركة مع لوكهيد مارتن وبيل للمروحيات.
- أغستاوستلاند إيه دبليو 109
- أغستاوستلاند إيه دبليو 139 - سابقا أي بي 139، والتي كانت بالمشاركة مع بيل للمروحيات.
- أغستاوستلاند إيه دبليو 149
- أغستاوستلاند إيه دبليو 159

### منتجات أغستا

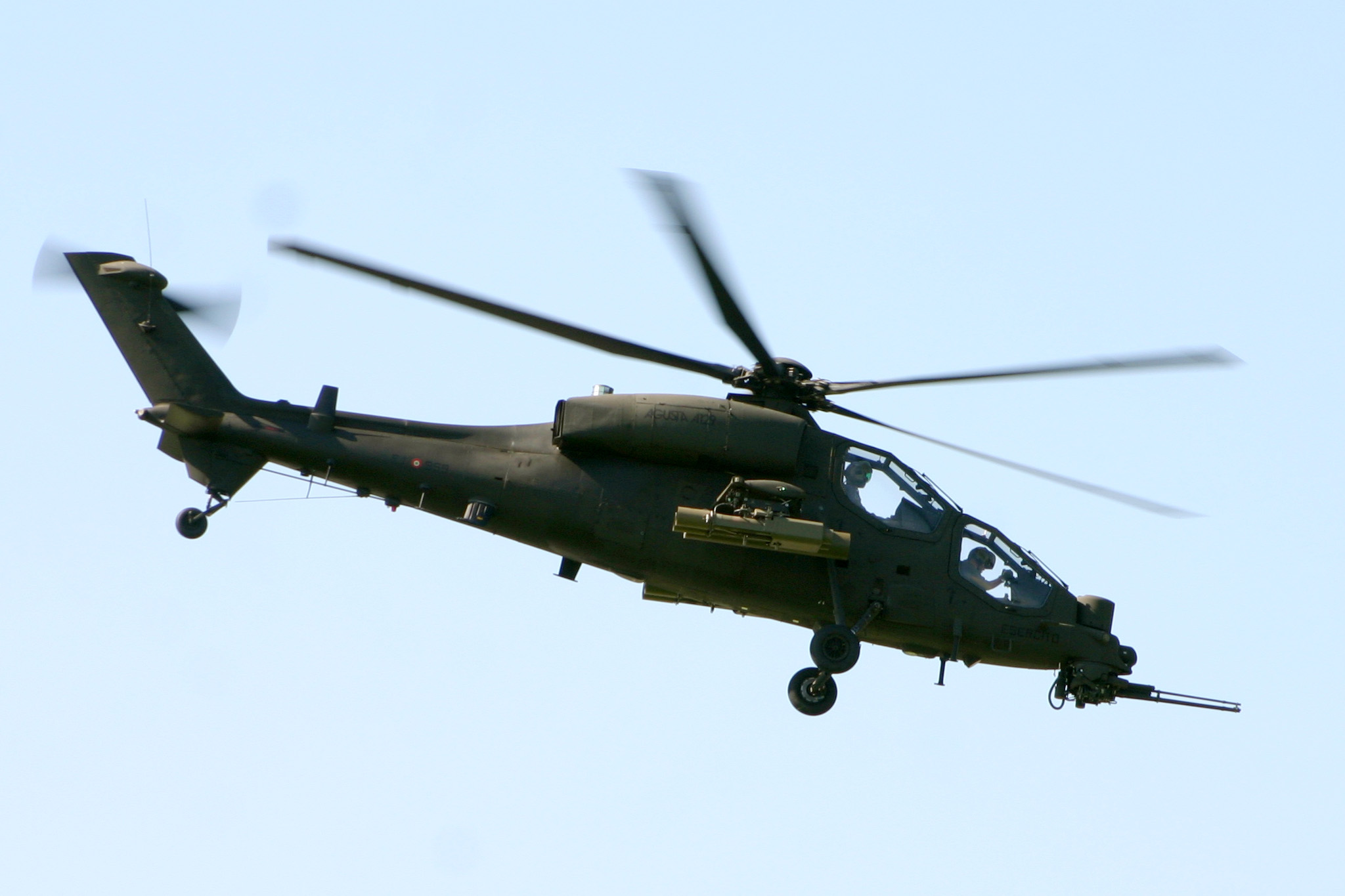
المروحية الهجومية أغستا إيه 129 مانغوستا.

- أغستاوستلاند إيه دبليو 109
- أغستاوستلاند إيه دبليو 119
- أغستا إيه 129 مانغوستا

### منتجات ويستلاند

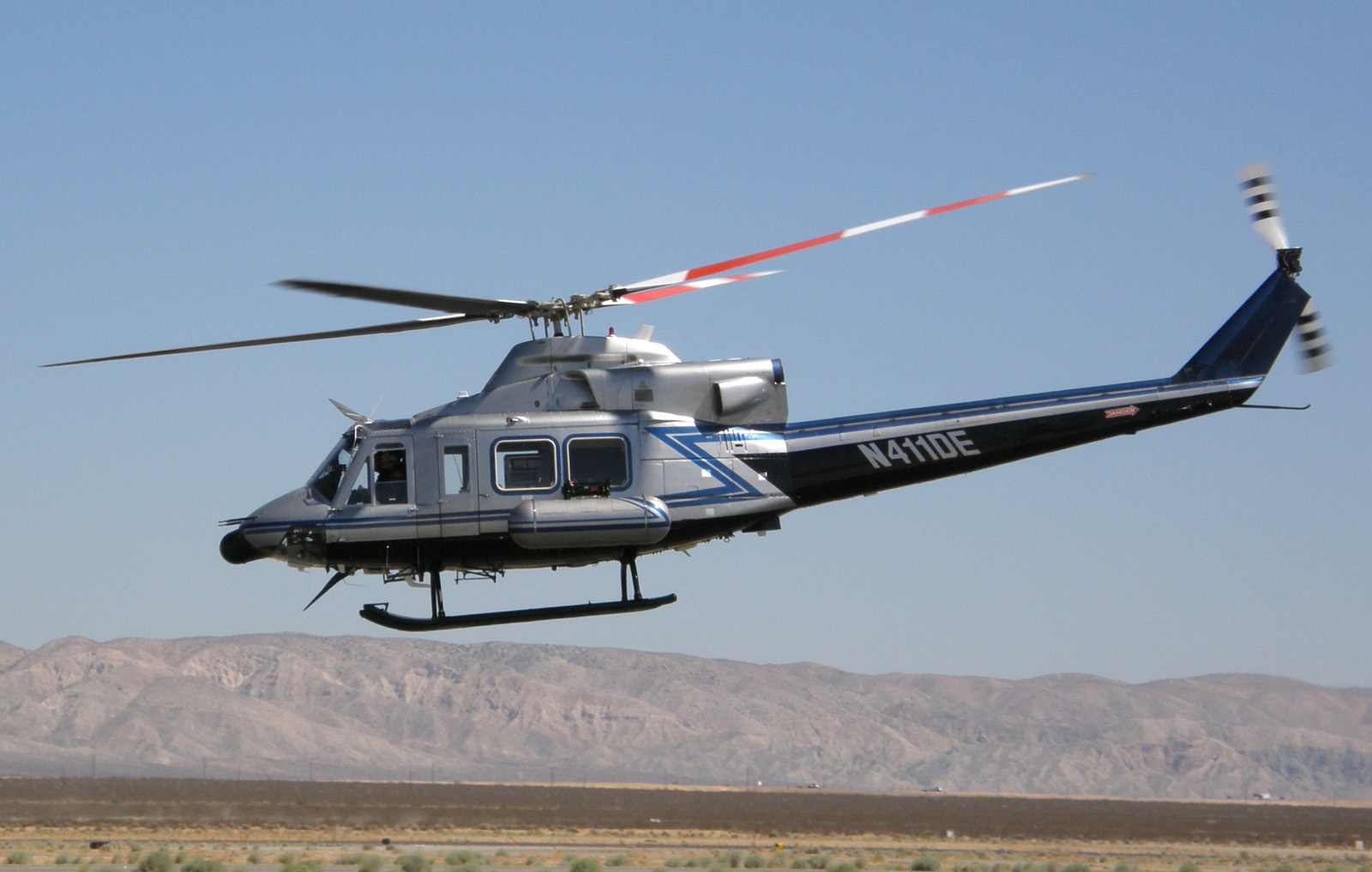
بيل 412 تصنيع من قبل أغستاوستلاند بترخيص من بيل للمروحيات.

- ويستلاند لينكس

### منتجات مشاركة
- أن أتش90
- بيل\أغستا بي أي609

### منتجات بالترخيص
- بيل 412
- أغستاوستلاند أباتشي

## وصلات خارجية
- الموقع الرسمي للشركة